# Ganterie Fabre
Pour les articles homonymes, voir Fabre.
La ganterie Fabre ou Maison Fabre est une ganterie française, considérée comme étant de luxe fondée en 1924, par le maître gantier, Étienne Fabre restée une ganterie familiale. De nos jours Olivier, arrière-petit-fils du fondateur, dirige la maison Fabre, Entreprise du patrimoine vivant.

## Famille Fabre
Étienne Fabre apprend le métier de gantier à l'âge de seize ans, mais comme au début du siècle il n'y a pas beaucoup de travail. Il décide alors de partir faire son service militaire en Algérie et devient là-bas gendarme à cheval. 
À l'âge de 33 ans, ayant accompli son temps dans la Gendarmerie, il revient à Millau alors capitale mondiale de la ganterie et fonde en 1924 son entreprise. Millau compte alors une soixantaine de ganteries et plus de 7000 personnes employées dans ce secteur d'activité . Il aura deux fils Denis et Louis, des frères jumeaux. En 1941, Louis meurt à Dunkerque. 
Denis et son épouse Rose reprennent ensemble la ganterie familiale en 1947 et Rose multiplie les voyages, afin de faire connaître ses gants à travers le monde. Elle crée des modèles pour les maisons de mode, telles Dior ou Hermès, et fait preuve de beaucoup d'imagination. La manufacture familiale compte jusqu'à 350 salariés dans l'entreprise ainsi que 300 employées à domicile.
Dans les années 1970-1990, pour anticiper la crise, son fils Louis, qui voit de nombreuses ganteries françaises fermer les unes après les autres, lance une ligne de maroquinerie.. Il  se lance dans les gants « techniques » et sauve ainsi l'entreprise familiale. Mais au milieu des années 1990, l'entreprise est en difficulté et l'atelier ferme,. 
À l'aube de l'an 2000, Olivier Fabre quitte son école de journalisme, rejoint son père et son frère Jean-Marc, chargé de la gestion. Ill   participe pleinement au nouvel essor de l'entreprise familiale, développant considérablement l'international et se concentrant sur le haut de gamme,. Avec le concours de l'architecte Guy Falco, il rénove les ateliers et lance une ligne pour enfant. Il s'installe à Paris et s'entoure de créateurs. De sa rencontre en 2003 avec la marque Polder[Qui ?] naît une première collection griffée créateur. Le modèle « Auto », se distingue par un gros bouton en graine de cocotier ou en corne fixé sur le poignet et assoit définitivement l'image de la Maison Fabre. 
Depuis le renouveau des années 2000, plusieurs modèles exclusifs sont signés de stylistes,. 
Le fait d'habiller Nicole Kidman dans le film Grace de Monaco, ainsi que d'autres artistes célèbres comme Daft Punk, offre une visibilité médiatique à la maison,. 
La manufacture, qui abrite les bureaux, le show-room et l'atelier au cœur de Millau, est rénovée en 2005 et des boutiques ouvrent, d'abord à Paris dès 2008 puis à Versailles, à compter de 2013 mais cette dernière boutique a fermé en 2017,. Après les années 2010, l'entreprise, qui réalise également du sur-mesure, moyennant un surcoût d'environ 40 % des produits ainsi réalisés,, produit annuellement environ 15 000 paires de gants, une partie étant sous-traitée notamment au Portugal , et se diversifie vers des produits annexes, notamment des gants parfumés, reprenant ainsi la tradition gantière des XVIIe et XVIIIe siècles, où de tels produits sont apparus en France.De nos jours , la maison Fabre est une P.M.E. d'environ 20 personnes  
,,,.